# Dagmar Mair unter der Eggen
Dagmar Mair unter der Eggen, detta Dagi (Brunico, 22 dicembre 1974), è un'ex snowboarder italiana.

## Biografia
Nata a Brunico, in Alto Adige, nel 1974, debutta in Coppa del Mondo a 20 anni non ancora compiuti, il 24 novembre 1994 a Zell am See/Kaprun, in Austria, nello slalom parallelo, una delle sue specialità insieme a slalom, slalom gigante e slalom gigante parallelo.
Il 10 dicembre 1995 ottiene il suo primo podio in Coppa del Mondo, arrivando 3ª nello slalom gigante a Bardonecchia.
Nel 1996 partecipa ai Mondiali di Lienz, in Austria, terminando 12ª nello slalom parallelo.
Ad inizio anno successivo è di scena al Mondiale di San Candido, dove vince due medaglie, l'argento nello slalom, concluso dietro soltanto alla tedesca Heidi Renoth, ma soprattutto l'oro nello slalom parallelo. Nella stessa competizione arriva 33ª nello slalom gigante.
Sempre nel 1997 ottiene la prima e unica vittoria della sua carriera in Coppa del Mondo, il 30 novembre, quando si impone nello slalom parallelo a Sölden, in Austria.
A 23 anni, con l'introduzione dello snowboard ai Giochi olimpici invernali, partecipa ai Giochi di Nagano 1998, nello slalom gigante, terminando al 7º posto con il tempo di 2'22"42.
Nel 1999, ai Mondiali di Berchtesgaden, in Germania, arriva 8ª nello slalom parallelo, 16ª nello slalom gigante parallelo e 40ª nello slalom gigante.
2 anni dopo, a Madonna di Campiglio ottiene la terza medaglia iridata, un bronzo nello slalom gigante, terminato dietro alle francesi Karine Ruby e Isabelle Blanc. Nella stessa competizione arriva 7ª nello slalom gigante parallelo e 23ª nello slalom parallelo.
A 27 anni prende parte di nuovo alle Olimpiadi, quelle di Salt Lake City 2002, nello slalom gigante parallelo, arrivando 8ª nelle qualificazioni, in 42"32, ma uscendo agli ottavi della fase ad eliminazione diretta contro la polacca Jagna Marczułajtis.
Termina la carriera a 28 anni, nel 2003, quando arriva 8ª ai Mondiali di Kreischberg, in Austria. Chiude con tre medaglie mondiali e 10 podi in Coppa del Mondo, con 1 vittoria, 5 secondi posti e 4 terzi. Il miglior piazzamento in classifica generale di Coppa del Mondo è il 6° nel 1998.

## Palmarès

### Campionati mondiali
- 3 medaglie:
  - 1 oro (Slalom parallelo a San Candido 1997)
  - 1 argento (Slalom a San Candido 1997)
  - 1 bronzo (Slalom gigante a Madonna di Campiglio 2001)

### Coppa del Mondo
- Miglior piazzamento nella Coppa del Mondo di snowboard: 6ª nel 1998.
- 10 podi:
  - 1 vittoria
  - 5 secondi posti
  - 4 terzi posti

#### Coppa del Mondo - vittorie
| Data             | Località | Nazione | Spec. |
| ---------------- | -------- | ------- | ----- |
| 30 novembre 1997 | Sölden   | Austria | SP    |

Legenda:

SP = Slalom parallelo